# Pieris (Pflanzengattung)
Pieris ist eine Gattung der Heidekrautgewächse, die auch unter dem Namen Lavendelheide, Schattenglöckchen oder Weißglockenstrauch bekannt ist. Die Bezeichnung Lavendelheide wird allerdings auch für die Rosmarinheide verwendet. Der Name Pieris geht auf die Pieriden (Musen) zurück.

## Beschreibung
Bei den Arten handelt es sich um immergrüne Sträucher, kleine Bäume, seltener auch Lianen.
Die ledrigen Blätter sind spiralig angeordnet, stehen aber oft auch in Scheinwirteln, seltener in dreizähligen Wirteln. Der Blattrand ist ganzrandig bis stark gezähnt.
Die zwittrigen, weißen, manchmal auch rosa gefärbten, urnenförmigen bis zylindrisch-urnenförmigen, kurz gestielten, fünfzähligen Blüten mit doppelter Blütenhülle stehen in vielblütigen, blattachsel- oder endständigen Rispen oder Trauben. Der Kelch ist tief in fünf Kelchzipfeln geteilt. Die urnenförmige Krone ist dagegen nur sehr kurz in fünf Zipfel geteilt. Auf dem Rücken der Staubbeutel, oben am Konnektiv mit den kurzen Staubblättern, befindet sich ein Paar spornähnlicher Anhänge. Der Fruchtknoten ist oberständig mit kurzem Griffel.
Die Blütenknospen werden bereits im Herbst angelegt, bleiben den Winter über geschlossen und öffnen sich erst im Frühling.
Die Früchte sind holzige, fünfspaltige und vielsamige Spaltkapseln, die relativ kleine Samen enthalten.

## Verbreitung und Standortansprüche

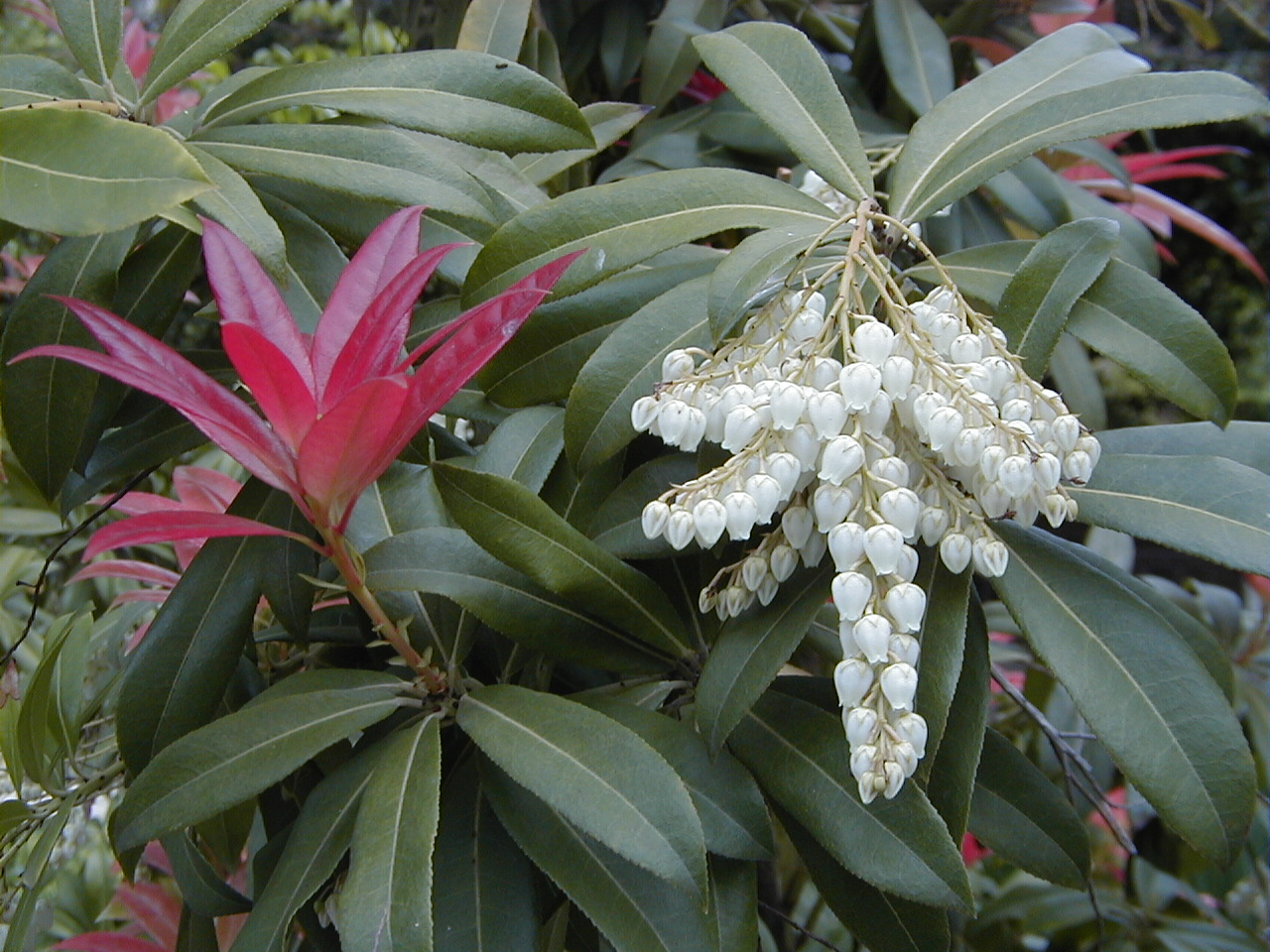
Pieris formosa 'Wakehurst'

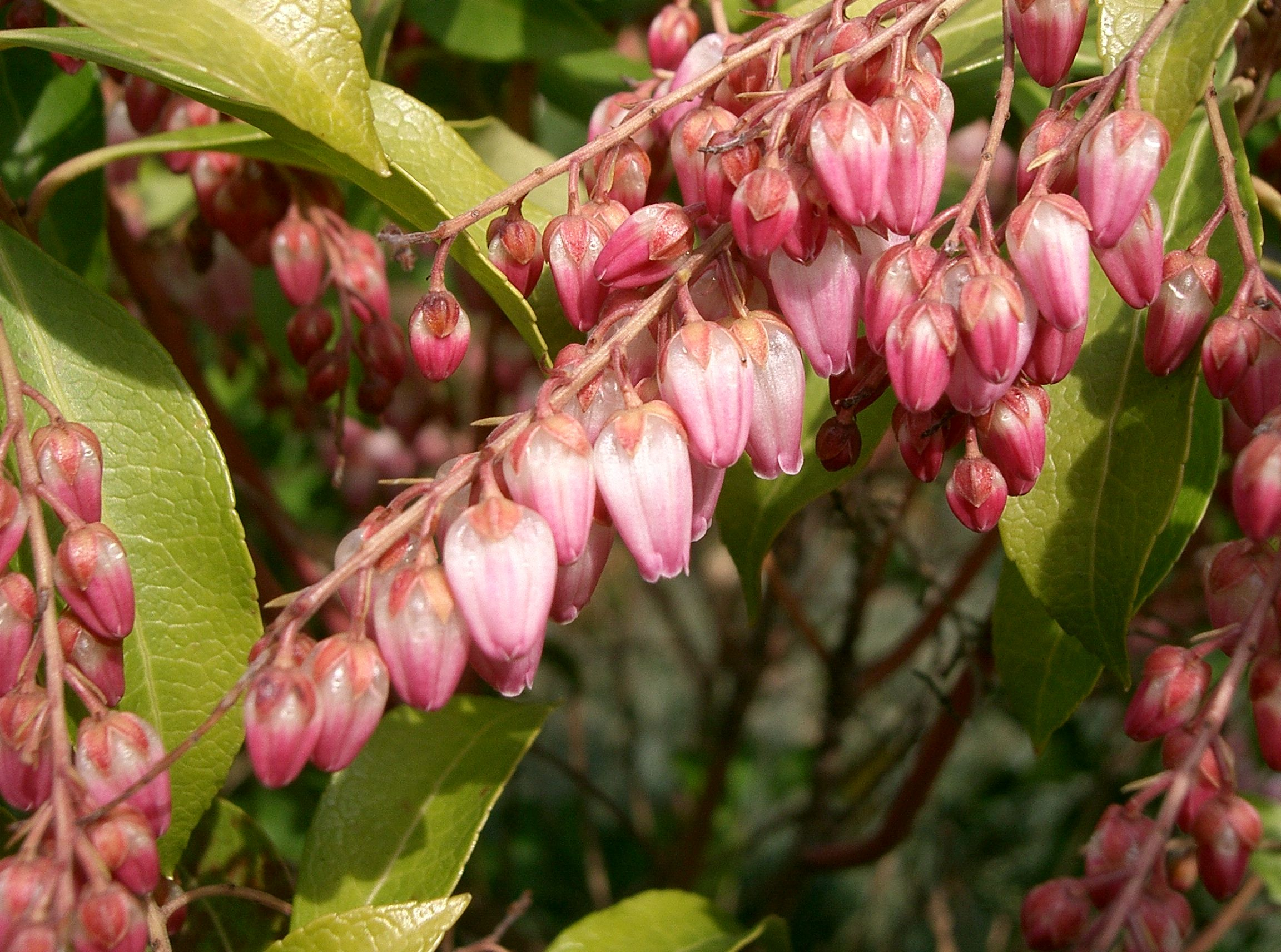
Pieris japonica, urnenförmige Blüten einer rötlichen Zuchtform

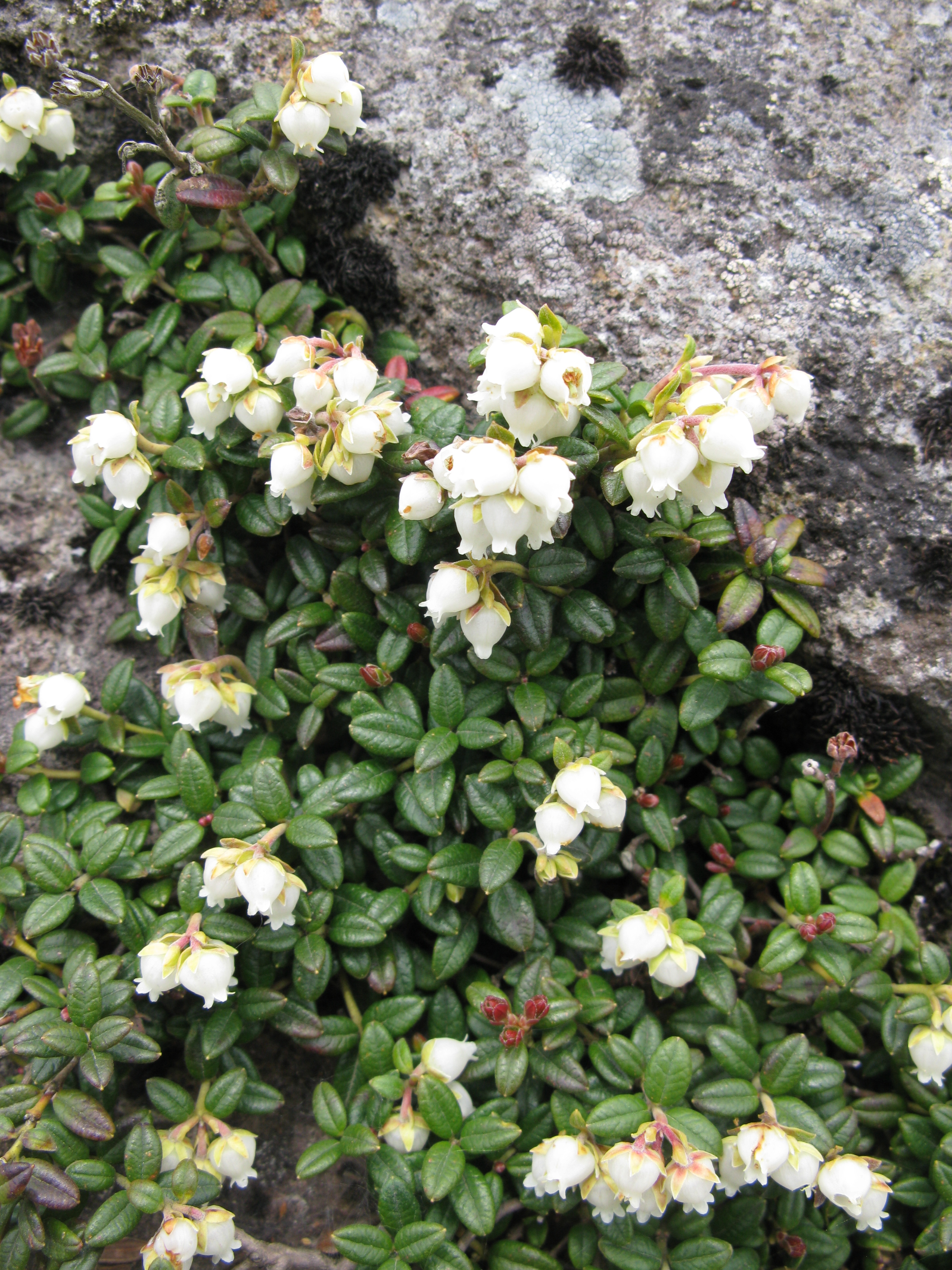
Pieris nana

Die sieben Arten der Gattung stammen aus Ostasien, dem östlichen Nordamerika und der Karibik.
Die meisten Arten wachsen als Unterbewuchs in Dickichten und dichten Wäldern, gerne an nicht zu trockenen Orten.

## Inhaltsstoffe
Alle oberirdischen Pflanzenteile sind giftig. Der wichtigste Giftstoff ist der Diterpenester Acetylandromedol, welcher auf der Haut Jucken und Brennen hervorruft und nach Verzehr zu Übelkeit und Erbrechen, starken Darmkrämpfen und Durchfall führt. Entsprechend hohe Dosen können durch Atemlähmung auch letal sein.

## Arten
Die Gattung umfasst folgende Arten:
- Pieris amamioshimensis Setoguchi & Y.Maeda: Diese 2010 erstbeschriebene Art kommt nur auf den Nansei-Inseln vor.[1]
- Pieris cubensis (Griseb.) Small: Sie kommt nur im westlichen Kuba einschließlich der Isla de la Juventud vor.[1]
- Amerikanische Lavendelheide (Pieris floribunda (Pursh) Benth. & Hook. f.), eine bis 2,5 m hohe Art aus den Gebirgswäldern Nordamerikas. Sie kommt ursprünglich vor in Georgia, Virginia, West Virginia, Tennessee und North Carolina.[1]
- Pieris formosa (Wall.) D. Don; sie kommt in Assam, Bhutan, Nepal, Myanmar, Vietnam, Tibet und in China vor.[1]
- Japanische Lavendelheide (Pieris japonica (Thunb.) D. Don ex G. Don), ein in den Wäldern Ostasiens bis zu 4 m hoher Baum. Er ist in Japan, Taiwan und China beheimatet und gedeiht dort in Höhenlagen zwischen 800 und 1900 Metern.
- Pieris koidzumiana Ohwi: Sie kommt nur auf den Okinawa-Inseln vor.[1]
- Pieris nana (Maxim.) Makino (Syn.: Arcterica nana (Maxim.) Makino, Andromeda nana Maxim.): Sie kommt in Japan, in Kamtschatka und auf den Kurilen vor.[1]
- Pieris phillyreifolia (Hook.) DC.: Sie kommt in South Carolina, Mississippi, Alabama, Georgia und Florida vor.[1]
- Pieris swinhoei Hemsl.: Sie kommt in den chinesischen Provinzen Fujian und Guangdong vor.[1]

## Kultivierung
Drei Arten, die Amerikanische Lavendelheide (Pieris floribunda), die Japanische Lavendelheide (Pieris japonica) und Pieris formosa werden als Ziersträucher verwendet. Sie sind winterhart und ziehen einen halbschattigen Platz mit eher saurem Boden vor. Sie sind kalkunverträglich.